# Українське національне вільнокозацьке товариство
Украї́нське націона́льне вільнокоза́цьке товари́ство — українська емігрантська консервативно-монархічна організація. Засноване 1921 року у Відні. В основу своєї діяльності поклало постанови з'їзду «Вільного Козацтва» (Чигирин, 3-6 жовтня 1917 р.)
Представники товариства вважали монархію єдиним шляхом вирішення української проблеми і шукали лідера — реального кандидата на королівський трон — у майбутній, визволеній від більшовиків Україні.
Спершу на чолі організації стояв колишній австрійський архикнязь Вільгельм Габсбурґ (Василь Вишиваний). Товариство випускало у Відні свій друкований орган — газету «Соборна Україна». До Українського національного вільнокозацького товариства належали В. Андрієвський, Т. Галіп, О. Турянський, В. Полетика, Б. Бутенко та Іван Полтавець-Остряниця, котрий пізніше (з відходом від політичної діяльності Вишиваного) очолив організацію.